# Mario Party: Star Rush
Mario Party: Star Rush (マリオパーティスターラッシュ, Mario Pāti Sutā Rasshu), lit. "Mario Party: Allau d'Estrelles", és un videojoc de festa i minijocs en desenvolupament per a Nintendo 3DS. Serà llançat el 7 d'octubre de 2016 a Europa i un dia després a Austràlia i Nova Zelanda mentre que a Amèrica del Nord va sortir el 4 de novembre del mateix any, i a Corea del Sud el 27 d'abril de 2017. És el segon joc de la sèrie Mario Party per a la consola Nintendo 3DS després de Mario Party: Island Tour i el catorzè a la sèrie general.

## Jugabilitat
En aquesta nova entrega la jugabilitat bàsica continua concentrant-se als taulers, que els jugadors han de travessar utilitzant un dau que va de l'1 al 6. Evidentment no falten els taulers (diversos per a cada mode i cadascun amb els seus trucs i dissenys), els espais (que algunes no fan res però altres activen efectes especials com la d'obtenir un ítem a l'atzar a l'Espai Bloc Interrogant) i els minijocs (que s'aconsegueixen amb els modes "Toads a la aventura" i "Maratón monetaria”, amb les seves maneres de jugar-los). "Toads a la aventura" és l'únic mode en què els jugadors no trien un personatge de Mario en concret, sinó que comencen amb un Toad d'un color segons el jugador, i aquests personatges de Mario es recullen al tauler; en la resta de modes qualsevol es pot triar, inclòs el mateix Toad.

### Modes
Mario Party: Star Rush inclou 10 modes de joc, sent "Toads a la aventura" el que està disponible només entrar.
- Toad Scramble ("Toads a la aventura"; multijugador disponible a joc local i mode descàrrega). Les forces d'en Bowser han rebut una quantitat d'estrelles i un petit grup de Toads té la missió de recuperar-les. A la pell d'en Toad, el jugador ha de competir amb altres jugadors per recollir monedes i estrelles mentre es descol·loquen pel tauler. Tots els jugadors llancen els daus i caminen per les caselles del tauler al mateix temps a cada torn. A cadascun dels taulers és possible participar a minijocs a l'esclatar un Coin Balloon ("globo de monedas"), reclutar personatges Mario com a aliats i lluitar contra caps. Cadascun d'aquests personatges (incloent els Toads) tenen les seves pròpies habilitats i daus propis; per exemple, en Mario pot aixafar els Goombas del terra i té un dau amb els nombres 0-1-2-5-6-7, mentre que en Donkey Kong trenca barrils i té un dau 0-0-0-0-10-10 i en Waluigi pot trencar roques amb monedes amagades però el seu dau té el risc de provocar una pèrdua de dues monedes, i si ens despistem ens pot aparèixer un fantasma Peepa disfressat que ens pot restar. També es poden obtenir estrelles al derrotar un cap i també a cada deu monedes recollides. Qui acabi el joc amb el major nombre d'estrelles guanya.
- Coinathlon ("Maratón monetaria"; multijugador disponible a joc local i mode descàrrega). Es tracta d'una cursa fins al final, i l'única manera de moure's pel tauler és recollint monedes mitjançant un grup de tres minijocs de monedes de 60 segons. Cada moneda guanyada fa que el personatge avanci una casella en direcció a la victòria. Les probabilitats de vèncer augmenten interferint al joc dels adversaris a través de l'ús de diversos ítems que s'aconsegueixen igualment amb les monedes. Es pot visualitzar el procés consultant el tauler a la pantalla tàctil. Al mode Challenge ("desafío") el jugador es pot enfrontar a una sèrie de desafiaments i intentar obtenir deu victòries. Al mode Freeplay ("juego libre") es poden triar el nombre de jugadors, voltes i minijocs.
- Balloon Bash ("Fiesta de globos"; multijugador disponible a joc local i mode descàrrega). El jugador s'ha de moure pel tauler obtenint el major nombre d'estrelles que aconseguir en aquest joc per a quatre participants. La intenció és recollir monedes mentre es desplaça pel tauler i rebentant globus de monedes per entrar a tota mena de minijocs, com batalles amb caps, per rebre encara més monedes. Amb un globus estrella es poden intercanviar deu monedes per una estrella.
- Mario Shuffle ("Mariogammon"; multijugador disponible a joc local). En aquest joc per a dos participants, l'objectiu és moure totes les fitxes del joc al costat oposat del tauler. Cada jugador tria tres personatges, que comencen en costats oposats de tres carrils i els han de creuar per arribar a la meta. El truc és pensar estratègicament per intentar caure a caselles que facin avançar i evitar les que fan recular, a vegades fins al principi. Si un jugador salta sobre un adversari, aquest perdrà un torn. Si un personatge cau sobre l'altre, el rival tornarà al punt de partida.
- Rhythm Recital ("Dando la nota"; multijugador disponible a joc local). Fins a quatre jugadors poden formar una banda sencera d'amics amb la intenció de tocar alguns dels més coneguts temes musicals de Mario, amb cadascú amb el seu instrument treballant en equip per completar la cançó.
- Challenge Tower ("Torre de neón"). Aquesta prova per a un jugador té com a objectiu arribar al cim d'unes altes torres avancan una casella cada cop i vigilant de no topar amb els elèctrics enemics Sparkys, que esperen a enrampar al jugador. S'ha de prestar atenció al color de cadascuna de les caselles i evitar el perill un cop amunt. Els escaladors més expertos poden intentar conquerir la impressionant Master Tower ("la torre para maestros"), que disposa de 500 pisos.
- Boo's Block Party ("Puzle numérico"; multijugador disponible a joc local). Consisteix en una frenètica seqüena de trencaclosques d'enllaçar tres peces, on el necessari per guanyar és girar. Girant daus, alineant nombres inèdits en conjunts de tres o més, en vertical o horitzontal, es trenquen els blocs per eliminar-los de la pantalla. Un cop eliminats blocs suficients, aquests tornen a la pantalla de l'adversari. Si els blocs arriben al cim de la pantalla, el joc acabarà. Un jugador també pot enfrontar-se a un mode interminable amb en Boo amb la intenció de superar rècords.
- Character Museum ("Galería de personajes"). Disposa d'informació sobre els personatges del Regne Xampinyó, incloent malvats, que el jugador pot trobar-se durant el joc. A més, utilitzant figures amiibo es desbloquegen estampats, que permeten aconseguir més punts per augmentar el nivell Festa. També es poden escolir minijocs des d'allà segons els seus enemics, així com els crèdits.

Es pot descarregar des de la eShop l'aplicació gratuïta Party Guest, que permet a un grup de fins a quatre jugadors sense la seva còpia del joc connectar-se a tots els modes multijugador, així com un jugador poder provar alguns minijocs. A més, els progressos incloent personatges desbloquejats i minijocs es registren, i si compren la versió sencera podran transferir-hi la seva partida.

### Personatges jugables
Mario Party: Star Rush inclou 19 personatges jugables. Quatre d'ells, els Toads de color (vermell, blau, verd, groc), només es poden controlar al mode “Toads a la aventura” mentre que n'hi ha tres més que són exclusius del mode “Mariogammon”. Els altres dotze són Mario, Luigi, Princesa Peach, Princesa Daisy, Wario, Waluigi, Yoshi, Toad, Toadette, Estela, Donkey Kong i Diddy Kong (aquest últim nou); amb l'ex cepció d'en Toad, tots es poden recollir al mode "Toads a la aventura". Els quatre últims són desbloquejats aconseguint cert nivell al joc, encara que si es té un amiibo del personatge, es pot desbloquejar només utilitzant-lo (excepte Toadette). Bowser, Bowsy i Boo es poden desbloquejar a "Mariogammon" utilitzant el seu amiibo.

### Ítems
A "Toads a la aventura" i "Fiesta de globos", els jugadors poden comprar ítems (alguns coincideixen i d'altres són exclusius d'aquest últim) als Blocs Interrogant, comprar-los de les Botigues Shy Guy un cop disponibles dins els taulers o comprar-lo quan són a l'últim lloc i arriba el cap final. A "Maratón monetaria" els ítems funcionen diferent; es poden comprar prement una caixa que apareix quan hi ha monedes suficients, i només es pot tenir o comprar un ítem alhora, i amb els amiibo podem tenir amb una parella d'ítems en concret.
Alguns dels ítems que podem tenir a "Toads a la aventura" inclouen: un que mou al jugador 3 llocs endavant mentre que d'altres en resten dos al dau del contrari, intercanven posicions o els expulsa ben lluny. Alguns de “Maratón monetaria” consisteixen en un Blooper que tapa la visió del jugador, un trio de monedes per als jugadors, un Kamek que posa cadenes al personatge o un llamp que fa que vagi lent.

### Minijocs
Mario Party: Star Rush inclou 53 minijocs, una quantitat bastant inferior a la dels seus predecessors considerant que Mario Party: Island en tenia 81 i Mario Party 10 n'incloïa 75. Estan dividits en "batalla" (tots contra tots), "batallas contra los jefes", "Acopio de monedas" (quantes monedes es poden aconseguir) i "la revancha de Bowser". És el segon joc de la sèrie que no inclou minijocs de tipus 1 contra 3; el primer va ser Mario Party: Island Tour, i també el segon en no incloure els de 2 contra 2 (encara que els de batalles contra caps al mode "Fiesta de globos" fan una funció semblant).

### Compatibilitat amb amiibo
Serveixen les figures següents de les col·leccions Super Smash Bros. i Super Mario: Mario, Luigi, Peach, Bowser, Bowsy, Yoshi, Donkey Kong, Diddy Kong, Estela, Wario i Daisy; les figures de Wario i Waluigi de Super Mario; les figures Mario Classic Colors i Mario Modern Colors de Mario 30th Anniversary; Green Yarn Yoshi, Light-Blue Yarn Yoshi, Pink Yarn Yoshi i Mega Yarn Yoshi de Yoshi's Woolly World; Dr. Mario de Super Smash Bros. i Hammer Slam Bowser i Turbo Charge Donkey Kong de Skylanders SuperChargers.
Utilitzant una figura amiibo compatible al mode Toad Scramble, el personatge corresponent apareix com a aliat del Toad al tauler des del principi de la partida, i porta amb aquest un ítem estrany que augmenta les possibilitats de guanyar. En cas que hi hagi dades del joc Mario Party 10 gravats a la figura, el jugador rep un dau extra a les seves jugades. Utilitzant els amiibo a altres modes, es pot jugar amb un personatge amiibo, rebre blocs de daus especials, etc. La figura amiibo de Boo només pot ser utilitzada perquè aparegui un Boo al fons de l'escenari del mode "Puzle numérico" i per obrir l'estampat corresponent al mode "Galería de personajes". La figura amiibo de Dr. Mario té una funció extra, la d'alliberar una sintonia addicional al mode "Dando la nota". Les figures amiibo de Bowser, Bowsy i Hammer Slam Bowser només es poden utilitzar per obrir l'estampat corresponent al mode "Galería de personajes".

## Desenvolupament
Nintendo va anunciar el joc al final d'un comunicat de premsa durant la seva presentació a l'E³ 2016, del qual Nintendo en va ensenyar més l'endemà. Poc després del seu anunci, anuncis de Twitter van comentar com la caràtula del joc es va reutilitzar d'alguns altres projectes, incloent l'etiqueta de pasta SpaghettiOs. La retirada del format basat en torns es va dissenyar per fer el joc més còmode per a una consola portàtil. Mario Party: Star Rush està programat per sortir a Europa el 7 d'octubre de 2016, a Australàsia el 8 d'octubre de 2016 i a Amèrica del Nord el 4 de novembre de 2016, i aparentment no estarà desenvolupat per Nd Cube si no per la mateixa Nintendo (encara que el govern australià ho va desconfirmar quan es va fer pública la qualificació del joc). A la Gamescom 2016 s'hi va poder provar una demo gairebé completa del videojoc, permetent-ne revelar els seus modes. A més, Nintendo va aprofitar l'esdeveniment per fer-ne pública una nova i inèdita caràtula. Al Nintendo Direct de l'1 de setembre de 2016 se'n van publicar nous detalls, incloent l'aplicació per a convidats Mario Party: Star Rush - Party Guest. Amb la publicació del web europeu del joc se'n van publicar detalls de tots els modes. La predescàrrega del joc va obrir-se el 22 d'octubre de 2016 a la eShop dels Estats Units.

## Recepció

### Crítiques
Mario Party: Star Rush consta de crítiques que van de regular a notable, rebent un 68 de Metacritic basat en 35 crítiques i en un 64,03% de GameRankings basant-se en 16. Els punts més favorables recauen en la nova direcció de la sèrie així com en les seves funcions multijugador, però els seus punts dèbils consisteixen en què el joc no està fet perquè hi jugui un sol jugador i el baix nombre de minijocs. Nintendo Life li ha donat al joc un 7/10, on es mostra favorable amb la nova direcció de la sèrie però diu que la funció Party Guest no és especialment impressionant i no animarà als jugadors a comprar-lo. Tot i això, diu que "assoleix les seves metes, és entretenidor, encantador i ofereix diversió fàcil".
A Nintendo World Report, amb un 7,5/10, també són favorables a la nova direcció del mode principal, dient que "'Toads a la aventura' fa bona feina de canviar elements de Mario Party, el que ajuda als jocs competitius que utilitzen l'estratègia", encara que critica la poca varietat de minijocs, el mode "Dando la nota" i que alguns modes siguin pobres en contingut.
Cap avall es troba a una crítica del web God is a Geek en què li dona al joc un 5/10; diuen que mentre el joc és en principi divertit, especialment amb altra gent, ho duu a terme i el joc no aguanta gaire poder, critica els espais buits dels mapes i com els modes extra són superfluus i no tan bons com "Toads a la aventura".

### Vendes
Durant la primera setmana del 17 al 23 d'octubre de 2016, Mario Party: Star Rush va vendre 26.473 unitats al Japó, i durant la segona, 40.650.

### Prellançament
Sean Buckley, d'Engadget, va celebrar la decisió d'eliminar el format per torns, ja que segons ell els minijocs són divertits però el format de tauler estava antiquat. Chris Carter de Destructoid també va celebrar la retirada de la mecànica del "cotxe", en què tots els jugadors anaven junts pel tauler, encara que "no ajudava" al joc en general.

### Màrqueting
Nintendo va regalar un quadern temàtic als clients que van reservar el joc a la botiga online de Nintendo del Regne Unit. Durant les hores anteriors a la seva estrena Nintendo of America va promoure una sèrie d'esdeveniments al seu Twitter permetent que hom pogués saber més coses sobre el joc i la sèrie. També li van dedicar (com és habitual) una festa de llançament a la botiga oficial que Nintendo té a Nova York, i això va incloure una representació realista d'un minijoc en què s'han d'esquivar Goombas portant una safata.